# 万斯同墓
29°34′58.9″N 121°32′05.4″E / 29.583028°N 121.534833°E
万斯同墓是清代浙东学派代表人物萬斯同的墓葬，位于中国浙江省宁波市奉化区莼湖镇东乌鸦冠山南麓。墓葬建成后曾湮没无闻，清末被再次发现，1937年进行修整。2006年，万斯同墓与白云庄、黄宗羲墓、全祖望墓一起被列入第六批全国重点文物保护单位。

## 历史

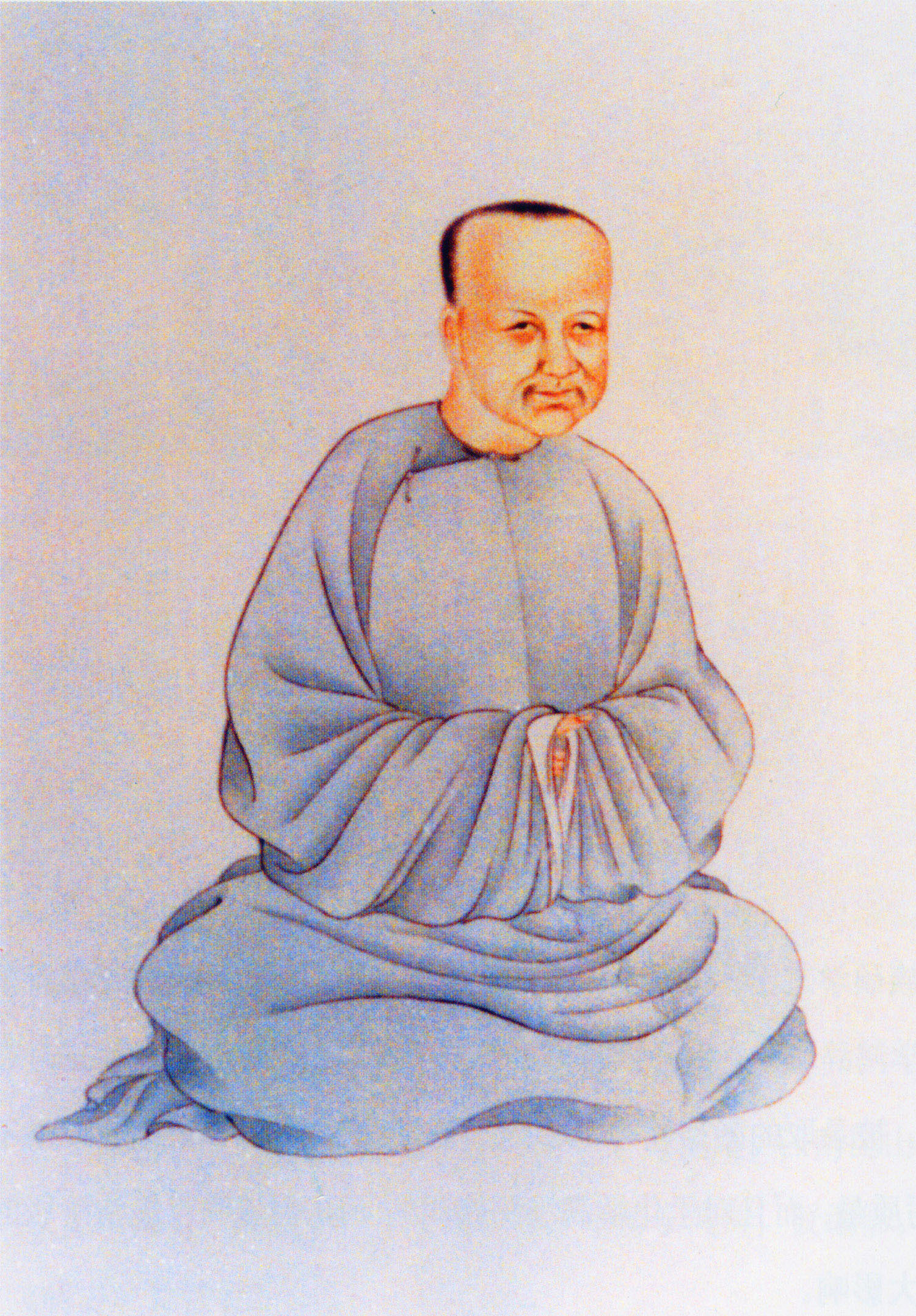
《清代學者象傳》之万斯同像

万斯同，字季野，浙江鄞县（今宁波市海曙区）人，门人私谥贞文。康熙十八年（1679年），清廷开明史館，万斯同拒绝了翰林院纂修官的七品俸禄，而以平民身份进入明史馆参与明史编纂，曾手定《明史稿》五百卷。康熙四十一年（1702年），万斯同于王鸿绪家中去世，丧事由王鸿绪兴办，灵柩先停灵于宁波西郊白云庄万氏祖坟，后葬于乌鸦冠山。
万斯同死后，由于家族四散，墓葬逐渐湮没。清同治年间，奉化人谢午峰再次发现万斯同墓，此后与乡人一同祭扫。1936年，在日本侵华步步紧逼之时，为激发国人的凝聚力，国民政府褒扬万斯同为乡贤，奉化人应梦卿、庄崧甫等人发起修复万斯同墓和万斯同祠，筹款一万余元，蔣中正、林森等国民党高层也参与了筹款并为墓道题词。墓道建成后，印发《建修万季野先生祠墓纪念刊》，蒋中正撰写了弁言。1966年文化大革命期间，墓葬被毁，墓穴被平毁，墓坊、华表、墓圈石材被拆除，仅存祭桌和墓碑无法搬走。1985年，当时的奉化县政府根据1936年出版的《纪念刊》进行修复。

## 墓葬形制

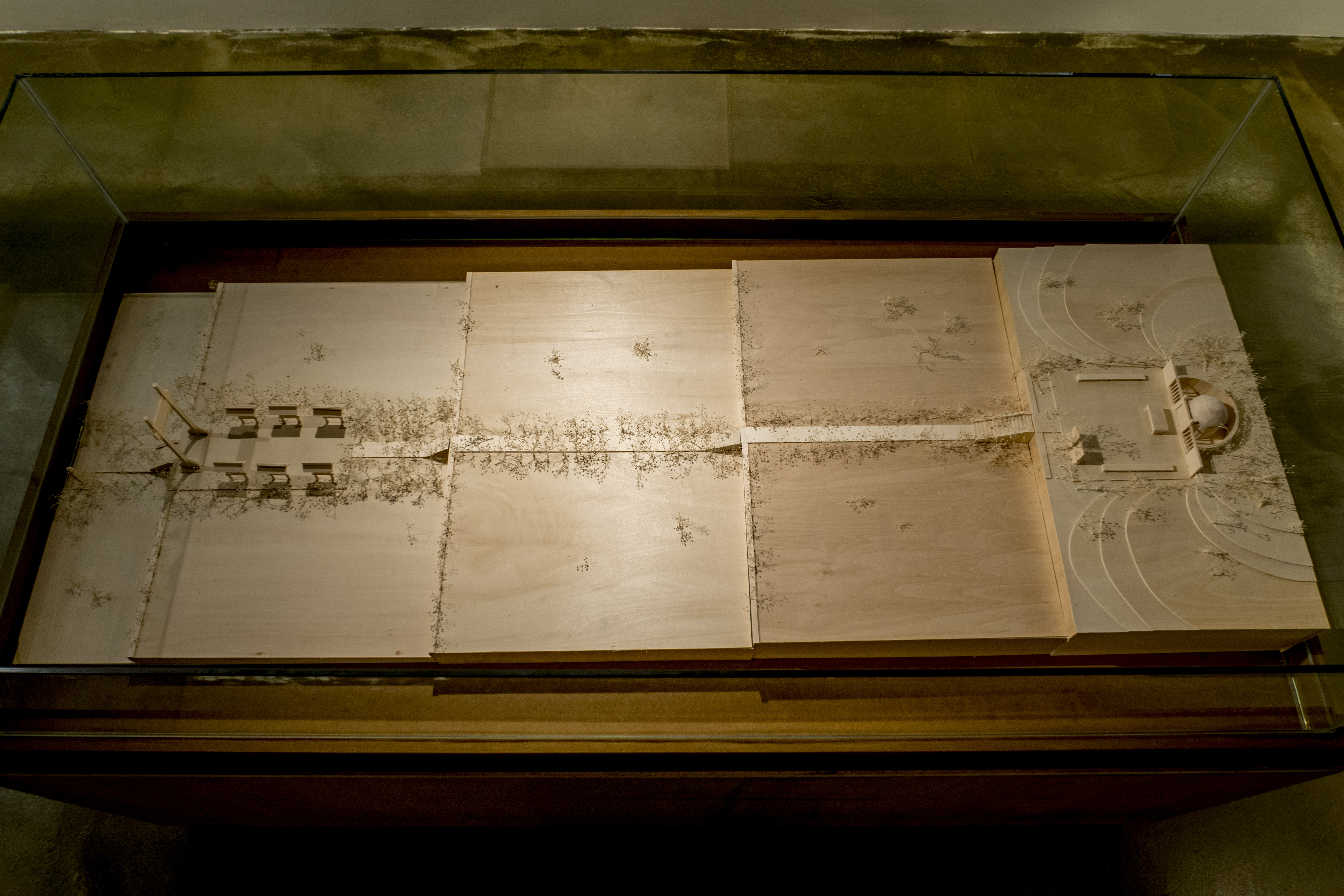
万斯同墓道布局模型

万斯同墓位于莼湖镇乌鸦冠山（或称乌阳观山）南麓，坐北朝南，三面环山，剩余一面面向象山港。墓前有华表，上书“万乡贤墓”四字。华表后有牌坊一座，正面墓坊题额“万季野先生墓道”为蒋中正所书，联语“史笔殿千军先生不死，布衣终一世后进群瞻”为庄崧甫所书，背面墓坊题额“高风亮节”四字为林森所书。牌坊后为拜坛，形状为方形，边长17.7米，上有一张祭桌，两张石凳。墓葬前的墓碣和两侧联句为清代遗物，墓碣“鄞儒理学季野万先生暨配庄氏傅氏墓”为大学士王頊齡所题，两边“班马三椽笔，乾坤一布衣”对联为翰林裘琏所题。墓圹直径7米。
莼湖镇内原有1936年建“乡贤祠”一座，包含前后两进，蒋中正和林森曾分别题额“志行卓绝”和“民族典型”，后被莼湖小学改为大礼堂使用，20世纪90年代尚存后进三开间正厅，1997年莼湖小学扩建时拆除。2018年，莼湖岙新建万斯同纪念馆。

## 保护
万斯同墓于1982年6月以“万季野（斯同）墓”的名义列入奉化县文物保护单位，2005年以“万斯同墓”的名义列入浙江省文物保护单位，2006年与白云庄、黄宗羲墓、全祖望墓一起被列入第六批全国重点文物保护单位。墓葬保护范围为墓葬本体、拜坛并向周围延伸10米。墓葬曾于1985年重修，2012年再次进行修缮，重葺墓圈和拜台，修复墓道，重建墓坊和华表。

## 图片

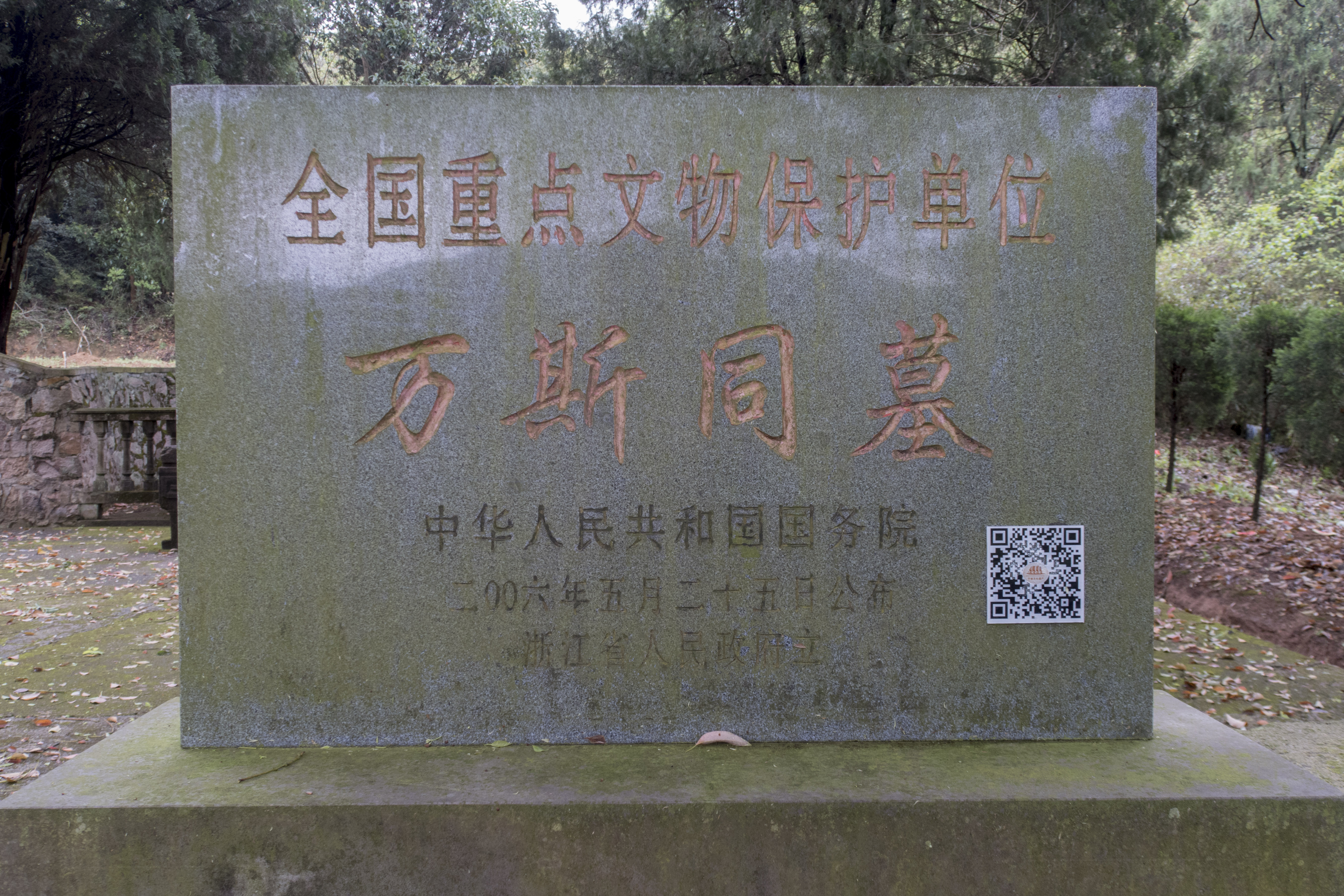
万斯同墓文保碑
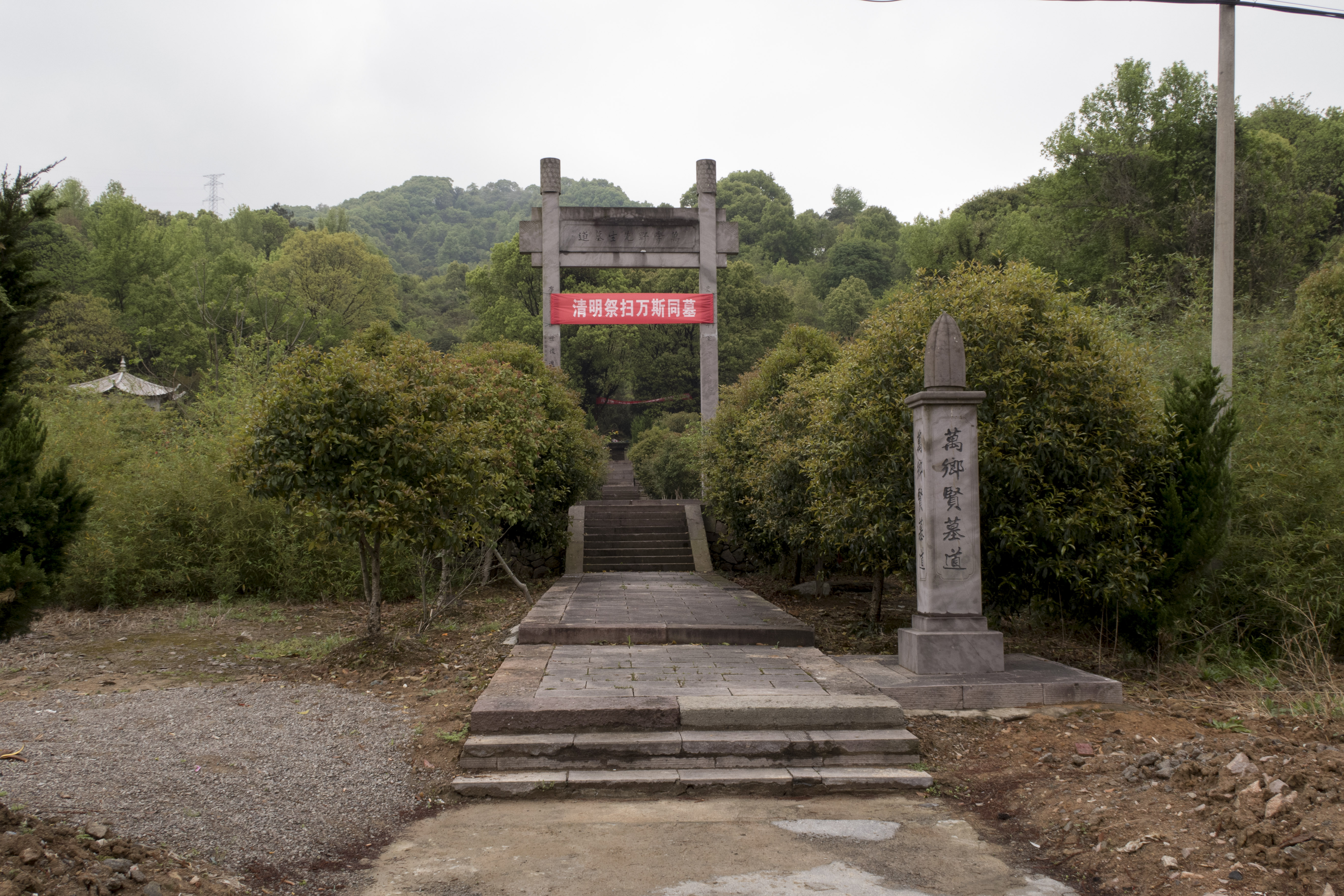
墓道牌坊和华表
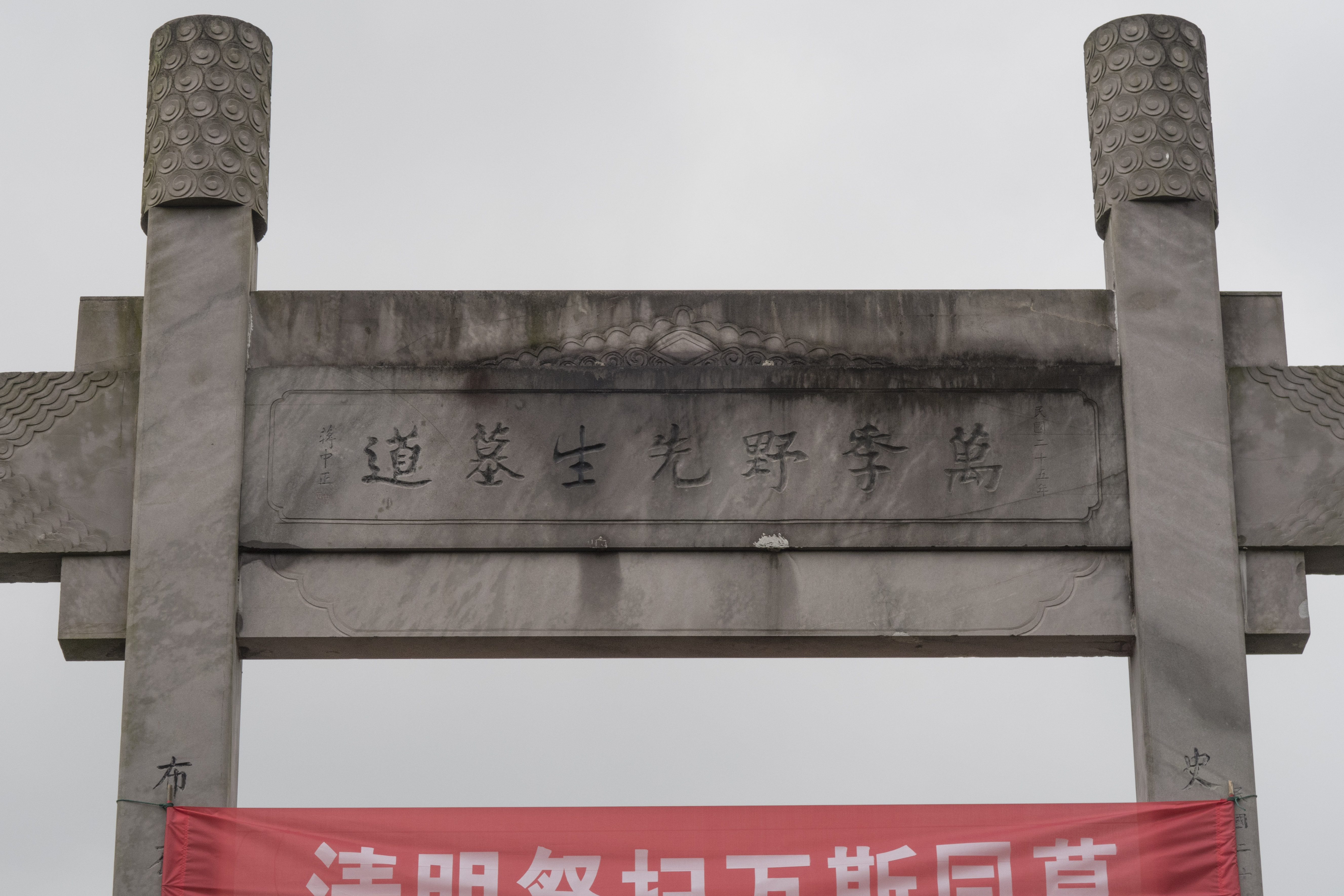
蒋中正题写的坊额
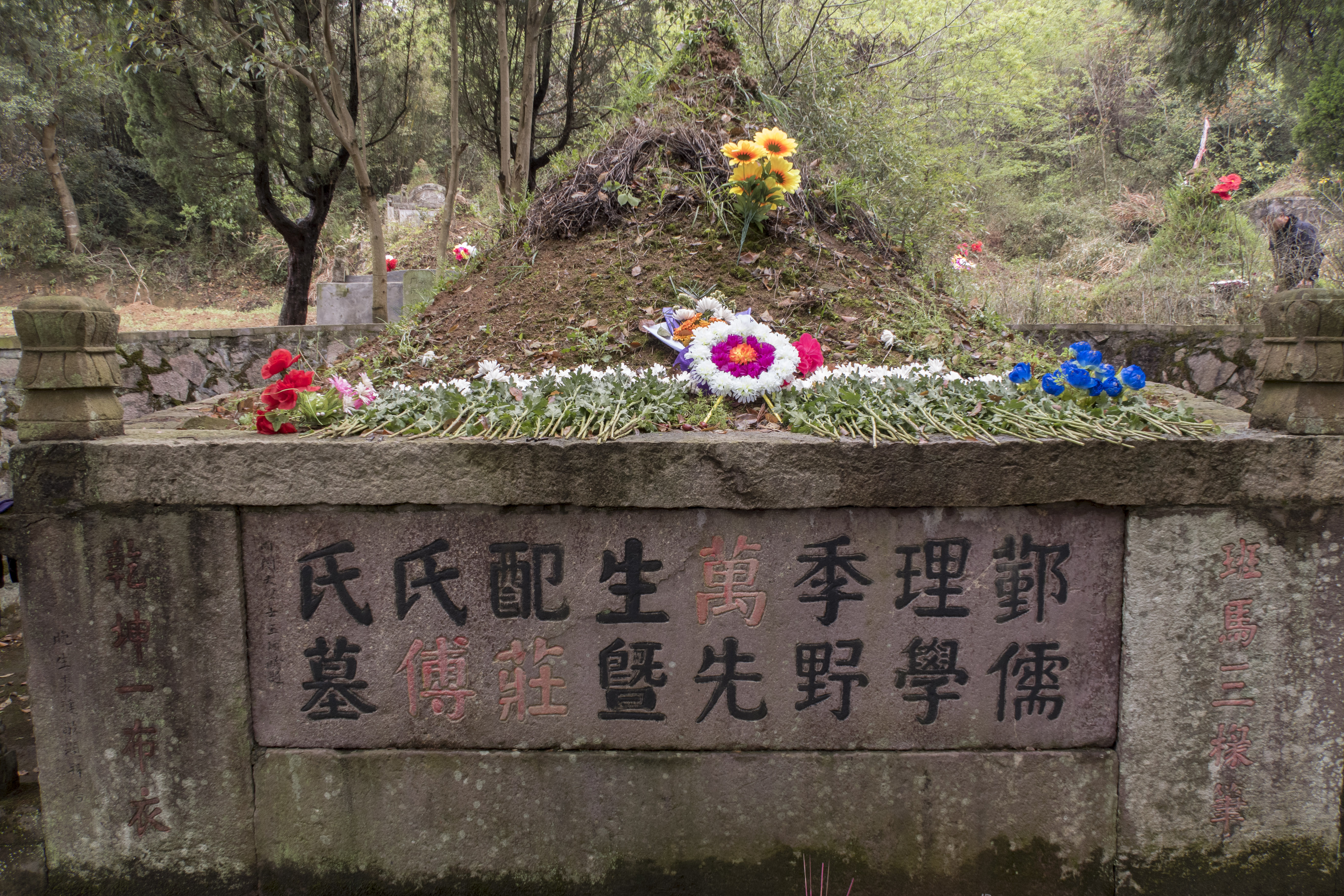
墓葬和墓碣